# Leonhard Presting
Ernst Alexander Leonhard Presting, né le 23 juillet 1807 à Rastenburg et mort en 1885 à Bischweiler, est un magistrat et homme politique prussien. Il est membre du Parlement de Francfort de 1848 à 1849. 

## Biographie
Presting naît le 23 juillet 1807 à Rastenburg dans la province de Prusse-Orientale d'un père marchand. Il étudie le droit à Königsberg, où il adhère à une corporation d'étudiants, de 1828 à 1831, puis entre dans le système judiciaire prussien comme auditeur (Auskultator) et stagiaire (Referendar) en 1832. À partir de 1839, il exerce la fonction d'assesseur à la cour d'appel supérieure (Oberappellationsgericht) de Königsberg, avant de rejoindre le tribunal régional, municipal et maritime (Land-, Stadt- und Schiffahrtsgericht) de Memel en 1843. Dans cette ville, il cofonde et préside le Club constitutionnel de mai à août 1848. 
Cette même année, il remplace Johann August Muttray – qui a quitté ses fonctions le 20 juillet – comme député de la 1re circonscription de la province de Prusse, représentant l'arrondissement de Memel, au Parlement de Francfort. Il siège à partir du 7 août avec la fraction Casino (centre-droit). En mars 1849, il vote pour l'élection du roi de Prusse Frédéric-Guillaume IV comme empereur des Allemands puis, le 30 mai, son mandat s'achève. 
En 1855, Presting devient conseiller au tribunal d'arrondissement (Kreisgerichtsrat) d'Heilsberg. Membre du Parti progressiste allemand à partir de 1861, il prend sa retraite en 1876. D'abord installé à Königsberg, il s'établit en 1879 en Alsace, à Gebweiler, puis, plus tard, à Bischweiler où il meurt en 1885 à 77 ou 78 ans.